# Système d'information voyageurs embarqué
 (octobre 2022).

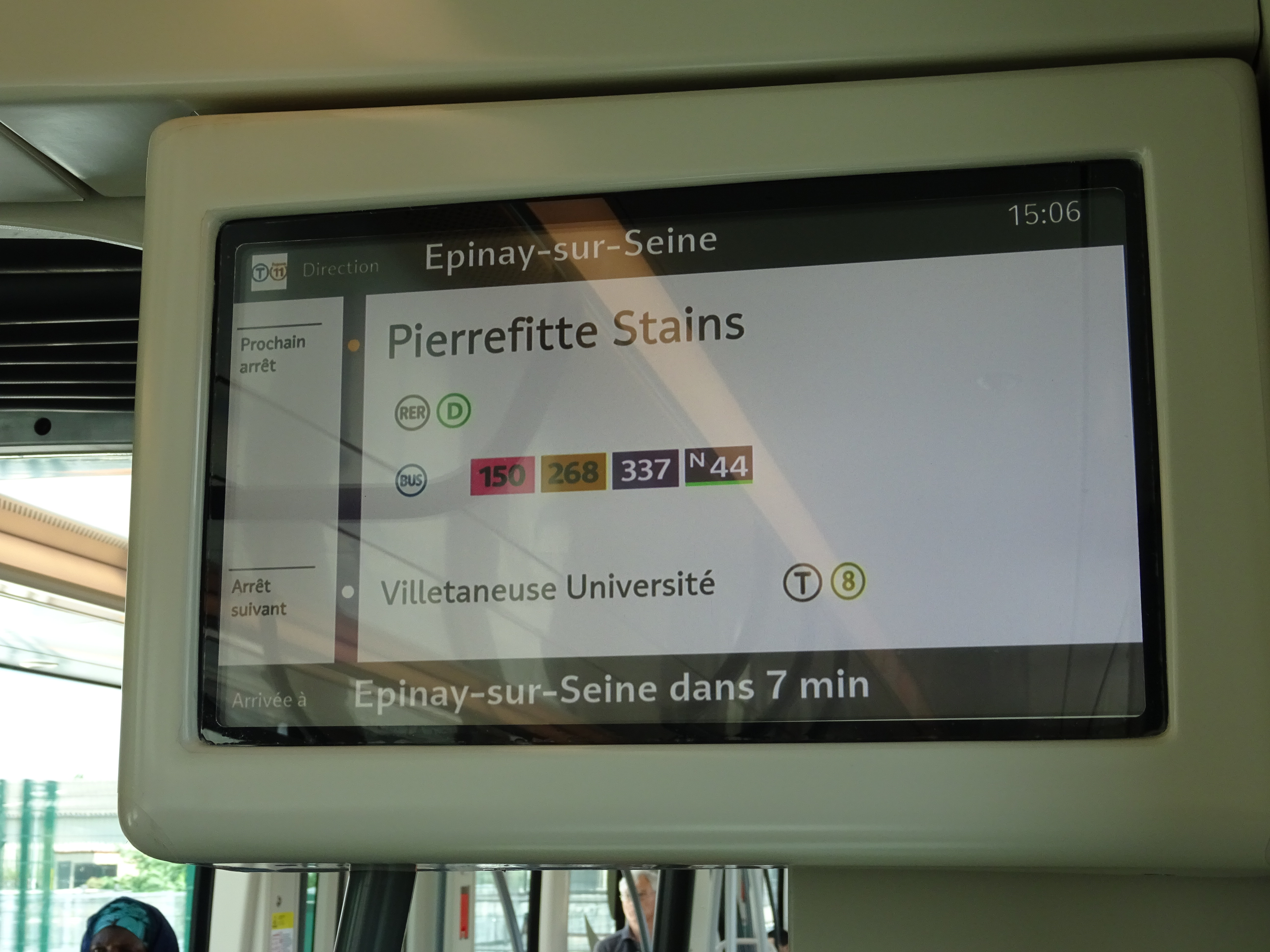
SIVE dans une rame U 53600 de la ligne T11.

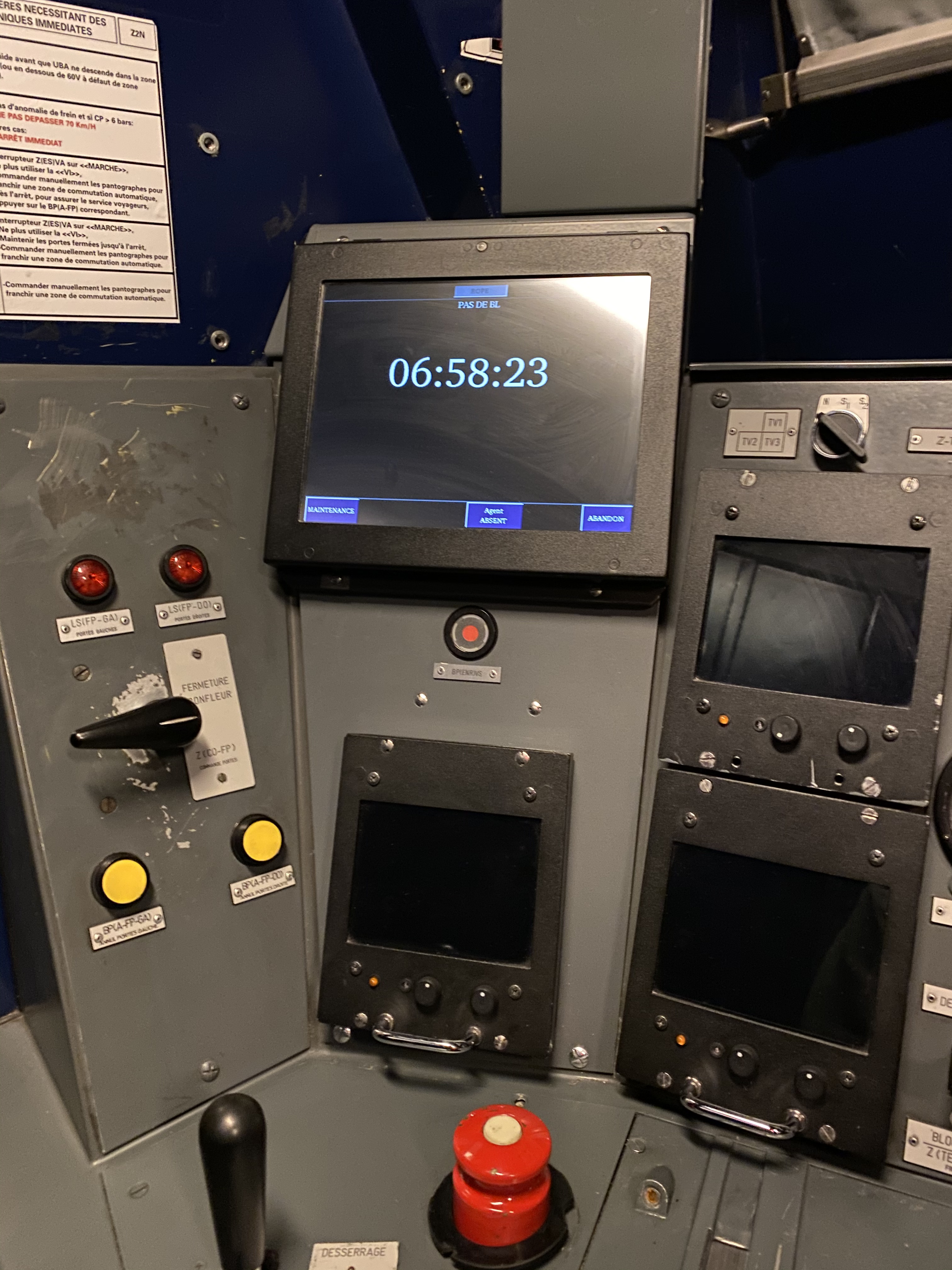
SIVE dans une rame Z 20500 : grand écran gris au-dessus des petits écrans.

Le système d'information voyageurs embarqué (SIVE) est le système qui, dans certains TGV, les rames du réseau Transilien et dans celles du réseau express régional d'Île-de-France (RER) gérées par la Société nationale des chemins de fer français (SNCF), fournit aux voyageurs un dispositif d'information comprenant un plan lumineux de la ligne et un système d'annonces sonores automatique.

## Caractéristiques
Le plan lumineux (SIVE visuel), affiche les stations suivantes (en tenant compte des éventuelles branches) avec des diodes électroluminescentes (DEL) allumées et, accessoirement, la prochaine station en clignotement. Le nom de la prochaine gare est diffusé par les haut-parleurs des voitures de la rame (SIVE sonore) et, aux embranchements, la direction est également précisée.
Les SIVE les plus évolués disposent également d'écrans à cristaux liquides permettant la diffusion de contenus élaborés tels que des animations en couleur ou encore des vidéos[réf. souhaitée].
En 2020, la SNCF profite de la rénovation du parc des Z 20500 des lignes D, P et R pour ajouter un nouveau SIVE en plate-forme[réf. souhaitée] et une nouvelle génération de girouette sur la face du train avec plus d'informations[réf. souhaitée].

## Matériels équipés
Les matériels équipés de ce système sont :
- les trains à deux étages (VB 2N) de la ligne Transilien J dont le dispositif, qui n'avait jamais été activé jusqu'au second trimestre 2009, est alors entré en fonctionnement dans toutes les rames (plan de ligne lumineux et annonces sonores) ;
- les U 25500 de la ligne de tramway T4 et de la ligne Transilien P ;
- les U 53600 de la ligne de tramway T11 ;
- les U 53700 de la ligne de tramway T4 ;
- les U 53800 de la ligne de tramway T13 ;
- les Z 5600 et Z 8800 (à partir de 2012) des lignes RER C, RER D, Transilien R et Transilien U (bandeau défilant et annonces sonores) ;
- les Z 20500 des lignes RER C, RER D, Transilien P et Transilien R (bandeau défilant, écran LCD et annonces sonores) ;
- les Z 20900 du RER C (bandeau défilant et annonces sonores) ;
- les B 82500 de la ligne Transilien P (bandeau défilant et annonces sonores) ;
- les Z 50000 (Francilien) des lignes RER E, Transilien H, Transilien J, Transilien K, Transilien L et Transilien P (écran LCD et annonces sonores), et bandeaux lumineux visibles de l'extérieur ;
- les TGV 2N2 dont l'équipement dispose, en plus des écrans LED situés à l'entrée de chaque voiture, de deux écrans LCD par niveau et par voiture (sauf en voiture-bar où un seul écran est présent) ;
- les Regio 2N des lignes RER D, Transilien R et Transilien N (bandeau défilant, écran LCD et annonces sonores).
- les Z58000 et Z58500 (RER NG) des lignes D et E du RER (bandeau lumineux visibles de l'extérieur, écran LCD dans toutes les salles de voyageurs et annonces sonores précédées par des notes uniques à chaque gare).

Les matériels TER 2N NG, Regio 2N, Régiolis et Coradia Liner utilisés dans d'autres régions intègrent eux aussi un SIVE, incluant les annonces sonores, ainsi que des bandeaux lumineux similaires à ceux en service dans toutes les rames AGC, complétés par des écrans LCD diffusant diverses informations, comme les stations restant à desservir, l'heure, ou encore le temps restant avant la desserte de la prochaine station. Enfin, ces rames disposent aussi de bandeaux lumineux visibles de l'extérieur.

Exemples de bandeaux lumineux
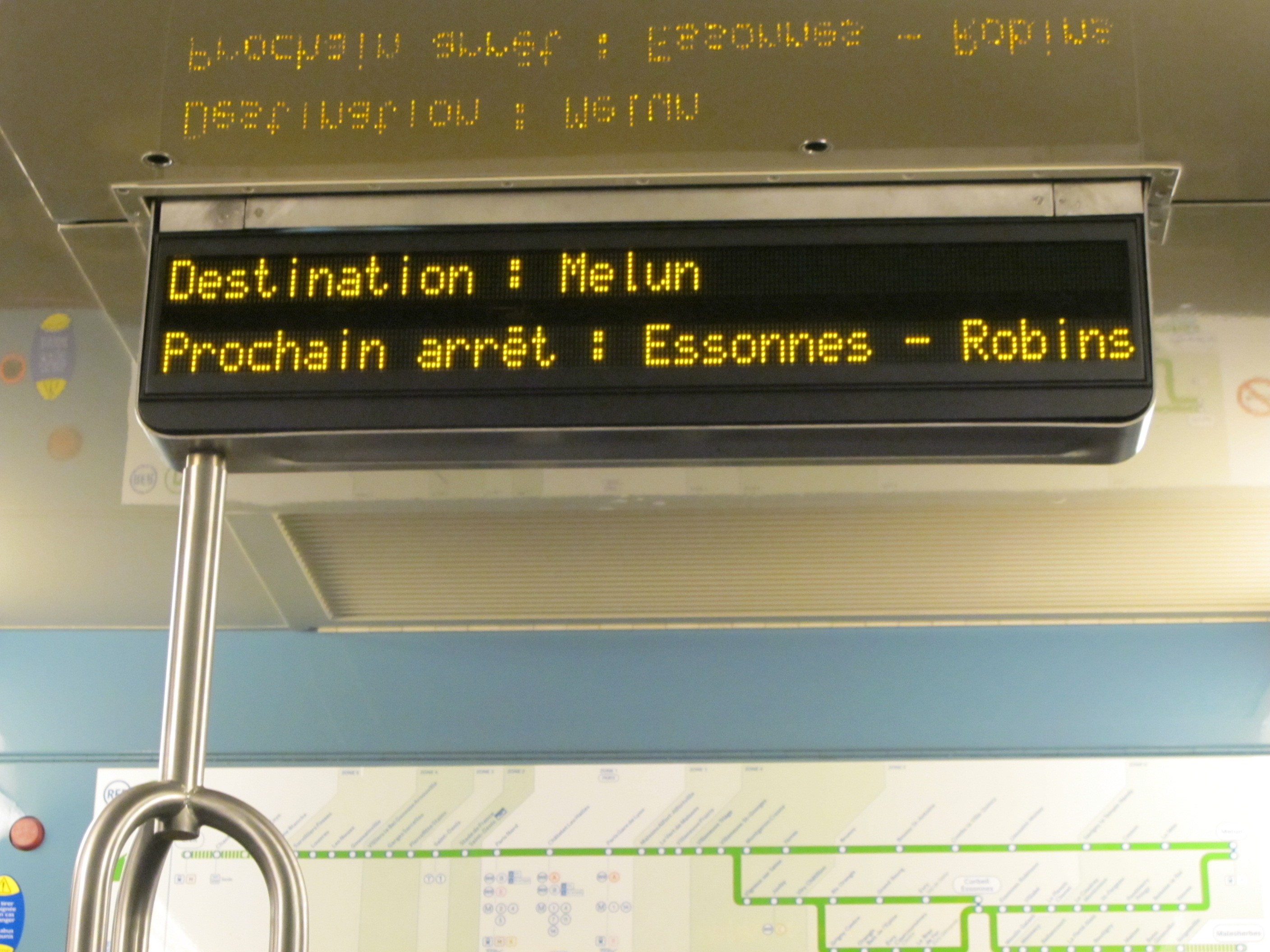
SIVE visuel d'une rame Z 20500 de la ligne D du RER.
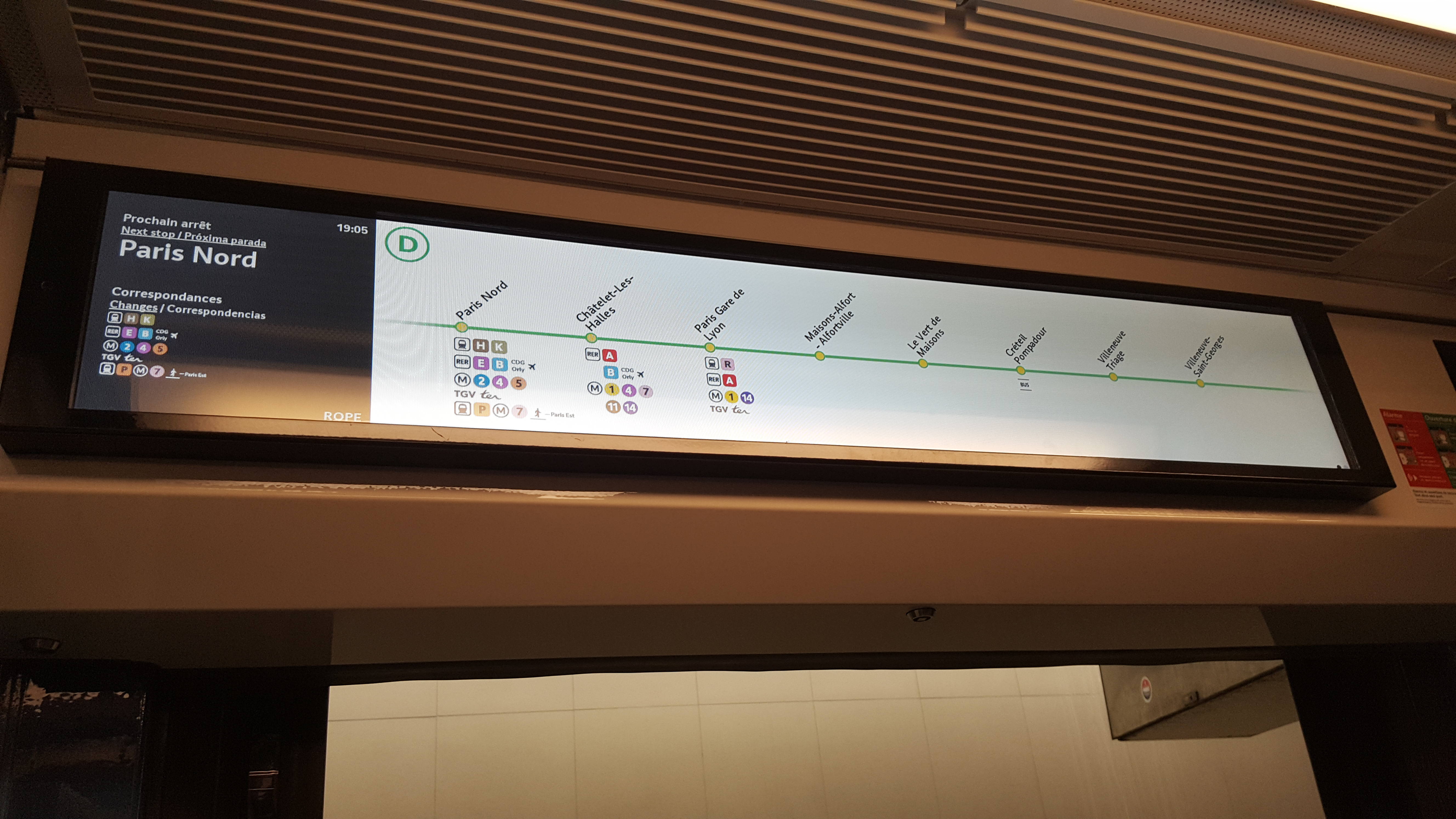
Vidéo du système SIVE en fonctionnement dans un train de la ligne D du RER.
- SIVE V2 visuel équipant certaines rames Z 20500 de la ligne D du RER.
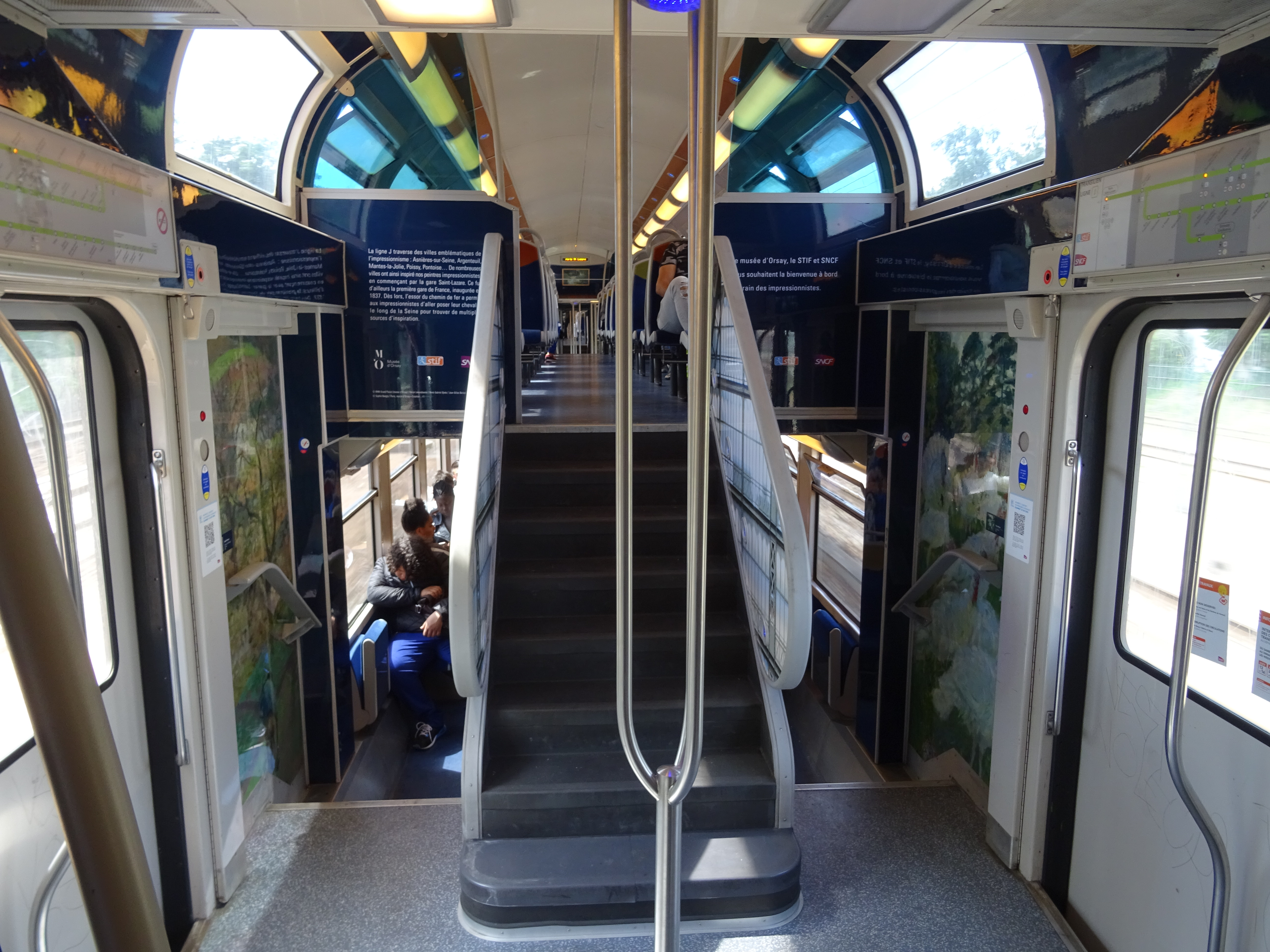
Plan de ligne lumineux (visible aux extrémités gauche et droite) d'une rame VB 2N.
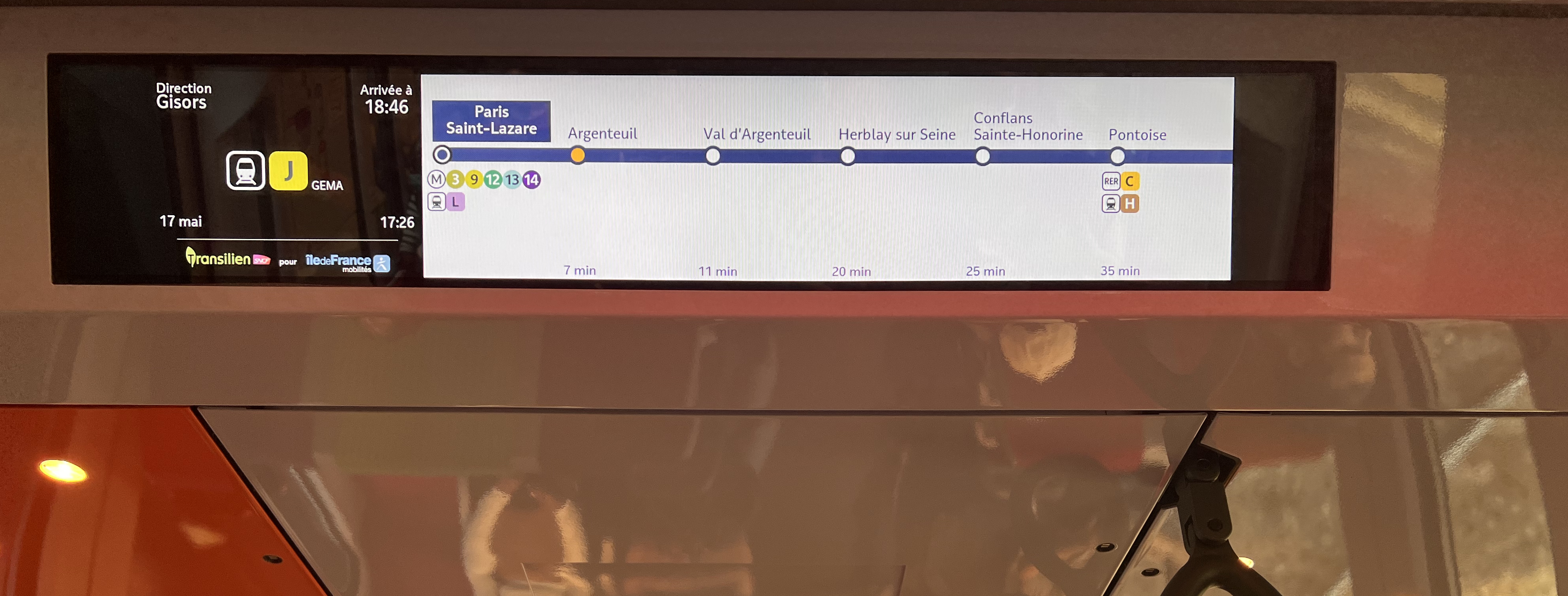
SIVE visuel d'une rame Z 50000.
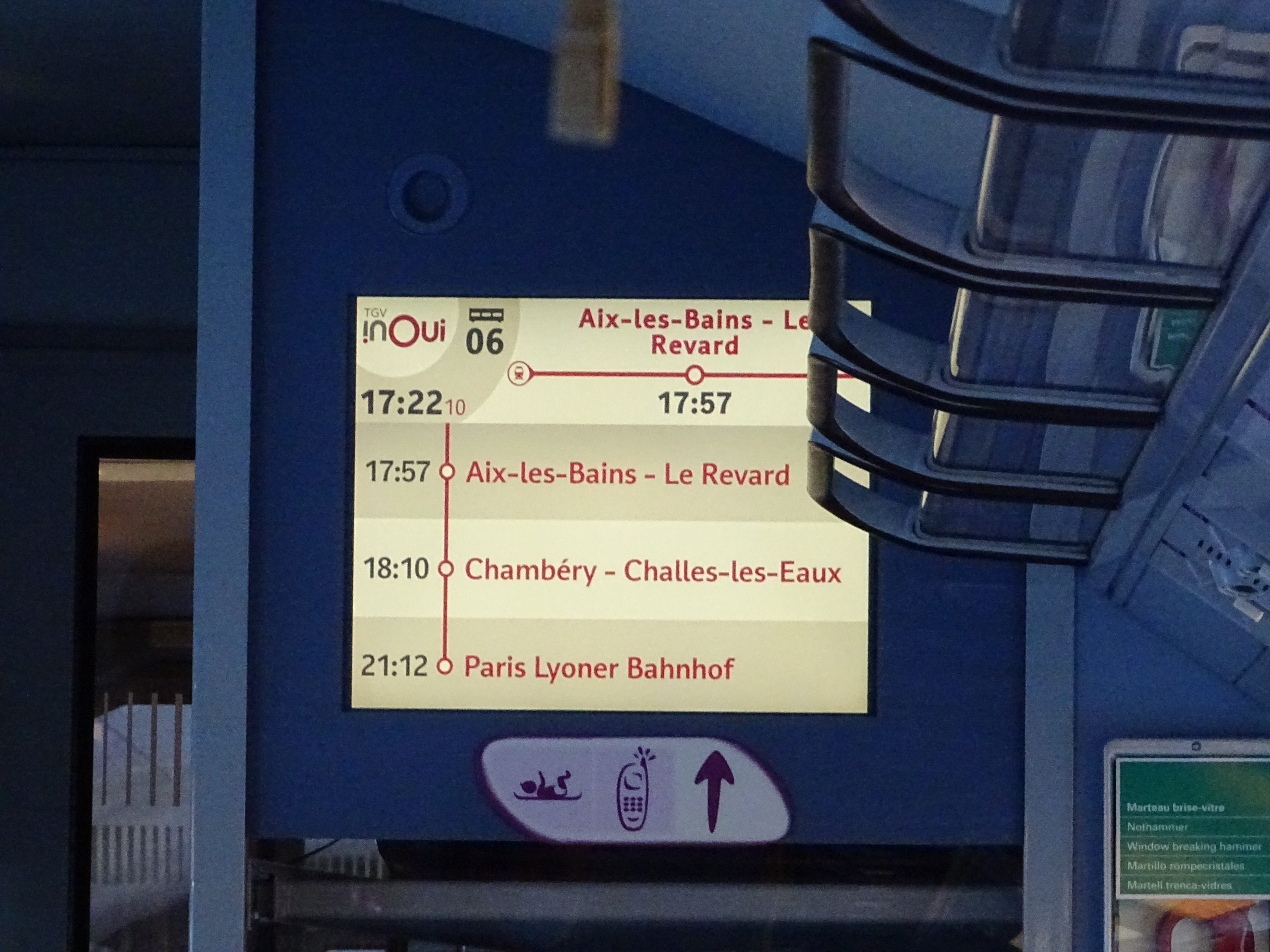
Écran LCD d'une rame TGV 2N2.